# 리사 로이스
리사 로이스(Lisa Lois, 1987년 6월 22일 ~ )는 네덜란드의 가수이다. 더 엑스 팩터 네덜란드 시즌 2 우승자이다.